# Vlag van Sabaragamuwa

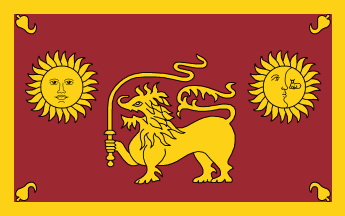
Vlag van Sabaragamuwa

De vlag van Sabaragamuwa werd op 14 november 1987 aangenomen als de vlag van de provincie Sabaragamuwa van Sri Lanka.

## Symboliek
De vlag van Sabaragamuwa is een donkerrode vlag met gele randen, heeft net als de vlag van Sri Lanka vier gele Bodhiboombladeren in de hoeken en in het midden een leeuw die een zweepachtig voorwerp vasthoudt, en aan weerszijden van de leeuw een zon en een maan.